# Sankt Moritz
Sankt Moritz, oficialmente St. Moritz (en alemán Sankt Moritz, en francés Saint-Moritz, en romanche San Murezzan, en italiano Sankt Moritz o San Maurizio d'Engadina —en desuso—; traducción al español: San Mauricio) es una comuna suiza del cantón de los Grisones, situada  en la región de Maloja, en el valle de la región de la Alta Engadina. Tiene una población de 4.926 habitantes y es un destino vacacional popular entre la clase alta y la jet set internacional, además de una de las estaciones de esquí más caras del mundo.
Debido a sus centros de esquí cercanos, es un importante lugar turístico. Fue sede de los Juegos Olímpicos de invierno de 1928, los Juegos Olímpicos de invierno de 1948 y de los Campeonatos Mundiales de Esquí Alpino de 2003 y 2017. Además fue sede del Campeonato Mundial de Polo de 1995, en donde la selección local suiza alcanzó el último lugar.

## Geografía

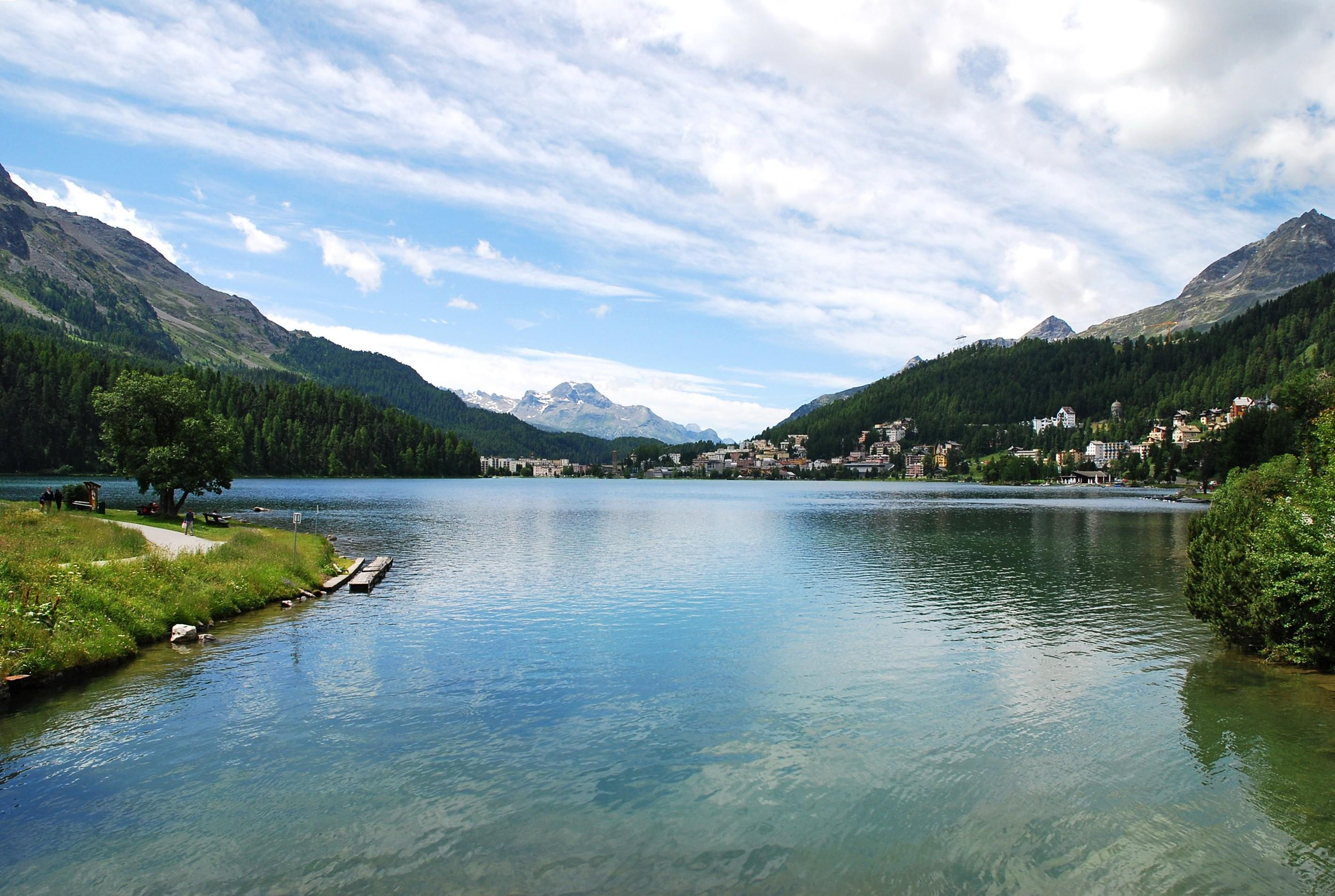
Vista del lago St. Moritz.

St. Moritz se encuentra en la región de la Alta Engadina, a orillas del río Eno. La comuna está formada por varios barrios, St. Moritz-Dorf, St. Moritz-Bad, Suvretta y Champfèr (compartida con la comuna de Silvaplana). La comuna limita al norte con Samedan, Celerina/Schlarigna, al sureste de nuevo con Samedan, al sur y suroeste con Silvaplana y el noroeste con Bever.
La población está dividida en dos núcleos: St. Moritz-Dorf en donde se encuentra el pueblo, reagrupado alrededor de una torre inclinada (campanario de la iglesia San Mauricio), y St. Moritz-Bad, situado a la desembocadura del río Eno en el lago de St. Moritz, donde se encuentran los hoteles más modernos y las termas. 

## Ciudades hermanadas
- San Carlos de Bariloche
- Kutchan
- Vail
- Zikhron Ya'aqov

| Predecesor: Chamonix               | Ciudad Olímpica 1928 | Sucesor: Lake Placid |
| Predecesor: Garmisch-Partenkirchen | Ciudad Olímpica 1948 | Sucesor: Oslo        |